# Little White Mountain
Little White Mountain är ett berg i Kanada.   Det ligger i provinsen British Columbia, i den södra delen av landet, 3 300 km väster om huvudstaden Ottawa. Toppen på Little White Mountain är 2 167 meter över havet.
Terrängen runt Little White Mountain är huvudsakligen kuperad. Little White Mountain är den högsta punkten i trakten. Trakten runt Little White Mountain är nära nog obefolkad, med mindre än två invånare per kvadratkilometer.. Det finns inga samhällen i närheten. 
I omgivningarna runt Little White Mountain växer i huvudsak barrskog.